# Cova del Barranc Blanc
La cova del Barranc Blanc es una cova amb jaciments prehistòrics del Paleolític superior, situada al terme de Ròtova (Safor).

## Descripció
En aquesta cova es succeeixen estrats corresponents als períodes gravetià (de primer encara amb tradició mosteriana, i després ja sense), solutrià i epigravetià, amb possibles influències magdalenianes. Es localitza en la vessant dreta del Barranc Blanc, en la ruta PR V-100.

## Història
El jaciment va ser descobert l'any 1951 pels germans Cubero, realitzant-se excavacions per part dels arqueòlegs Lluís Pericot i Enric Pla entre 1951 i 1954, i posteriorment per Maria Lluïsa Pericot el 1976.

## Descobriments

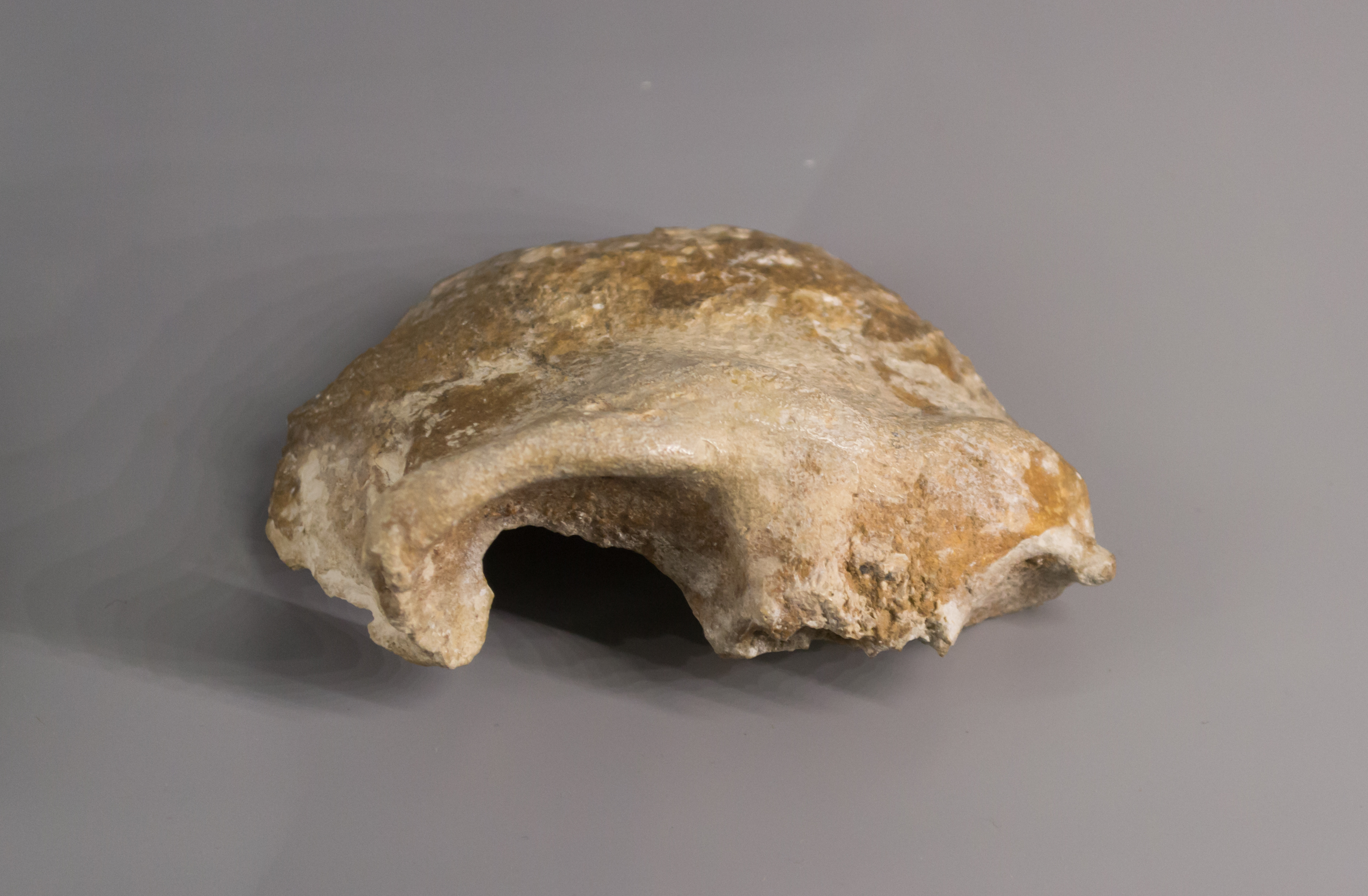
Restes d'Homo sapiens. Occipital infantil de la Cova del Barranc Blanc

S'han trobat pintures rupestres, gravats, incisions fusiformes en sèries de dues, tres o més unitats i restes arqueològiques d'instruments lítics datats entre els 21.000 i els 12.000 anys a C. La contrada on es localitzen les concavitats del barranc Blanc és agresta i colpidora.
Els materials, encara no publicats detalladament, són conservats al Museu de Prehistòria de València..